# Comerțul cu mirodenii

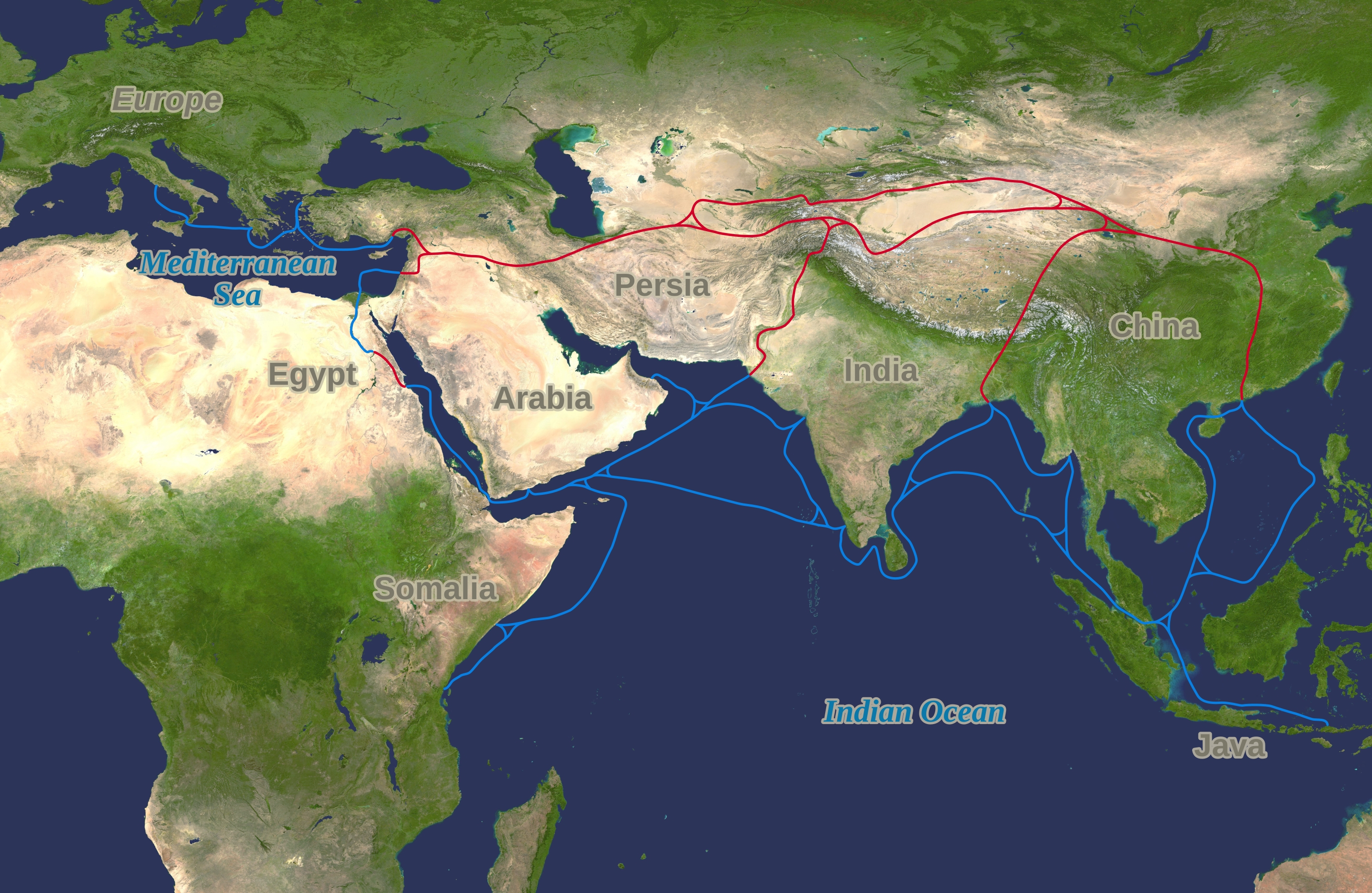
Drumul mătăsii, important din punct de vedere economic (roșu), și rutele comerciale cu condimente (albastru) au fost blocate de Imperiul Selgiuc c.1090, declanșând cruciadele, și de către Imperiul Otoman (c. 1453), ceea ce a impulsionat epoca descoperirilor și colonialismul european.

Comerțul cu mirodenii se referă la comerțul dintre civilizațiile istorice din Asia, Africa de Nord-Est și Europa. Mirodeniile precum scorțișoara, scorțișoara chinezească, cardamomul, ghimbirul, piperul și curcuma erau cunoscute și folosite în Antichitate pentru comerțul din lumea orientală. Aceste mirodenii și-au croit drumul în Orientul Apropiat înainte de începutul erei creștine, unde adevăratele lor surse au fost ascunse de către comercianți și asociate cu povești fantastice.
Aspectul maritim al comerțului a fost dominat de către civilizația austroneziană din Sud-Estul Asiei, care a stabilit rutele comerciale precursoare din Sud-Estul Asiei în Sri Lanka și India încă din 1500 î.Hr. Aceste bunuri erau apoi transportate mai departe pe uscat către Marea Mediterană și lumea Greco-Romană pe Drumul Tămâii și rutele indo-romane de către comercianții din India și Persia. Rutele austroneziene de comerț maritim s-au extins mai târziu în Orientul Mijlociu și Africa de Est până în primul mileniu e.n., ducând la colonizarea austroneziană a Madagascarului.
În cadrul unor regiuni specifice, Regatul Axum (c. sec. al V-lea î.Hr. - sec. al XI-lea E.n) a fost pionierul rutei de pe Marea Roșie înaintea sec. I e.n. În timpul primului mileniu, Etiopienii au devenit puterea comercială maritimă din Marea Roșie. Până în această perioadă, rutele comerciale din Sri Lanka (în romană „Trapobana”) și India erau de asemenea controlate în mare parte de către poporul Tamil, care a dobândit tehnologie maritimă din contactul timpuriu cu Austronezia. La mijlocul sec. al VII-lea E.n după răspândirea Islamismului, tranzacțiile arabe au început să frecventeze aceste rute maritime și să domine rutele maritime din vestul Oceanului Indian.
Comercianții arabi au preluat în cele din urmă transporturile de bunuri prin intermediul regiunii Levant și al comercianților venețieni în Europa până la apariția turcilor selgiucizi și mai târziu a turcilor otomani care au tăiat iarăși ruta în 1090 și respectiv 1453. Rutele de pe uscat au ajutat inițial comerțul cu mirodenii, dar rutele de comerț maritime au dus la o extraordinară creștere în activitățile comerciale. În Evul Mediu mijlociu și târziu, comercianții musulmani au dominat rutele comerciale maritime de-a lungul Oceanului Indian, explorând regiunile sursă din Asia de Est și transportând mirodenii din centre comerciale din India spre Golful Persic și Marea Roșie, de unde rutele de pe uscat duceau spre Europa.
Comerțul a fost schimbat de cruciade și mai târziu de către perioada marilor descoperire geografice realizate de Europa, în timpul căreia comerțul cu mirodenii, în special piperul negru, a devenit o activitate influentă pentru comercianții europeni. Traseul Capului din Europa în Oceanul Indian prin Capul Bunei Speranțe a fost inițiat de către exploratorul portughez Vasco da Gama în anul 1498, ducând la noi rute maritime pentru comerț.
Acest comerț a condus economia lumii de la sfârșitul Evului Mediu până la Renaștere, fiind introdus într-o epoca a dominației europene in Est. Canalele, precum Golful Bengal, au servit drept poduri pentru schimburile culturale și comerciale dintre diverse culturi pe măsură ce națiunile au luptat pentru a obține controlul comerțului de-a lungul multor rute comerciale cu mirodenii. În 1571 spaniolii au deschis prima rută trans-pacifică între teritoriile din Filipine si Mexic, cunoscute drept Galioanele Manila, ce a durat până în anul 1815. Rutele de comerț portugheze erau restricționate în mare parte de către rutele, porturile și națiunile antice care erau greu de dominat. Neerlandezii au fost capabili mai târziu să evite multe dintre aceste probleme inițiind o rută oceanica directă de la Capul Bunei Speranțe la  Strâmtoarea Sunda din Indonezia.

## Origini

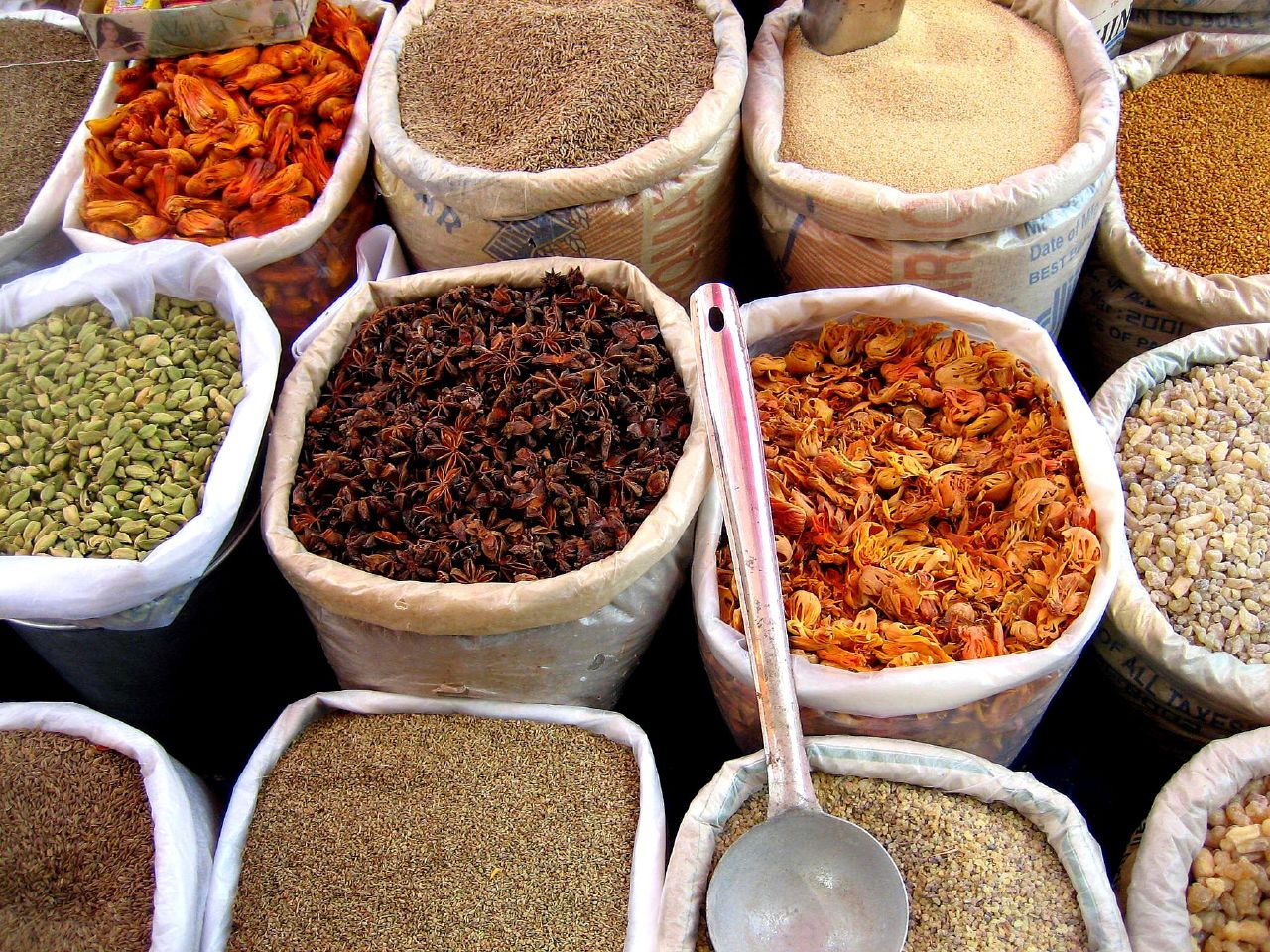
Comerțul cu mirodenii din India a atras atenția dinastiei Ptolemeice și, ulterior, a Imperiului Roman.

Oamenii din perioada neolitică făceau comerț cu mirodenii, obsidian, scoici de mare, pietre prețioase și alte materiale de mare valoare încă din mileniul 10 î.Hr. Primii care menționează comerțul în perioadele istorice sunt egiptenii. În mileniul III î.Hr., au făcut tranzacții cu Țara Punt, despre care se crede că a fost situată într-o zonă care cuprinde nordul Somaliei, Djibouti, Eritreea și coasta de la Marea Roșiei a Sudanului.

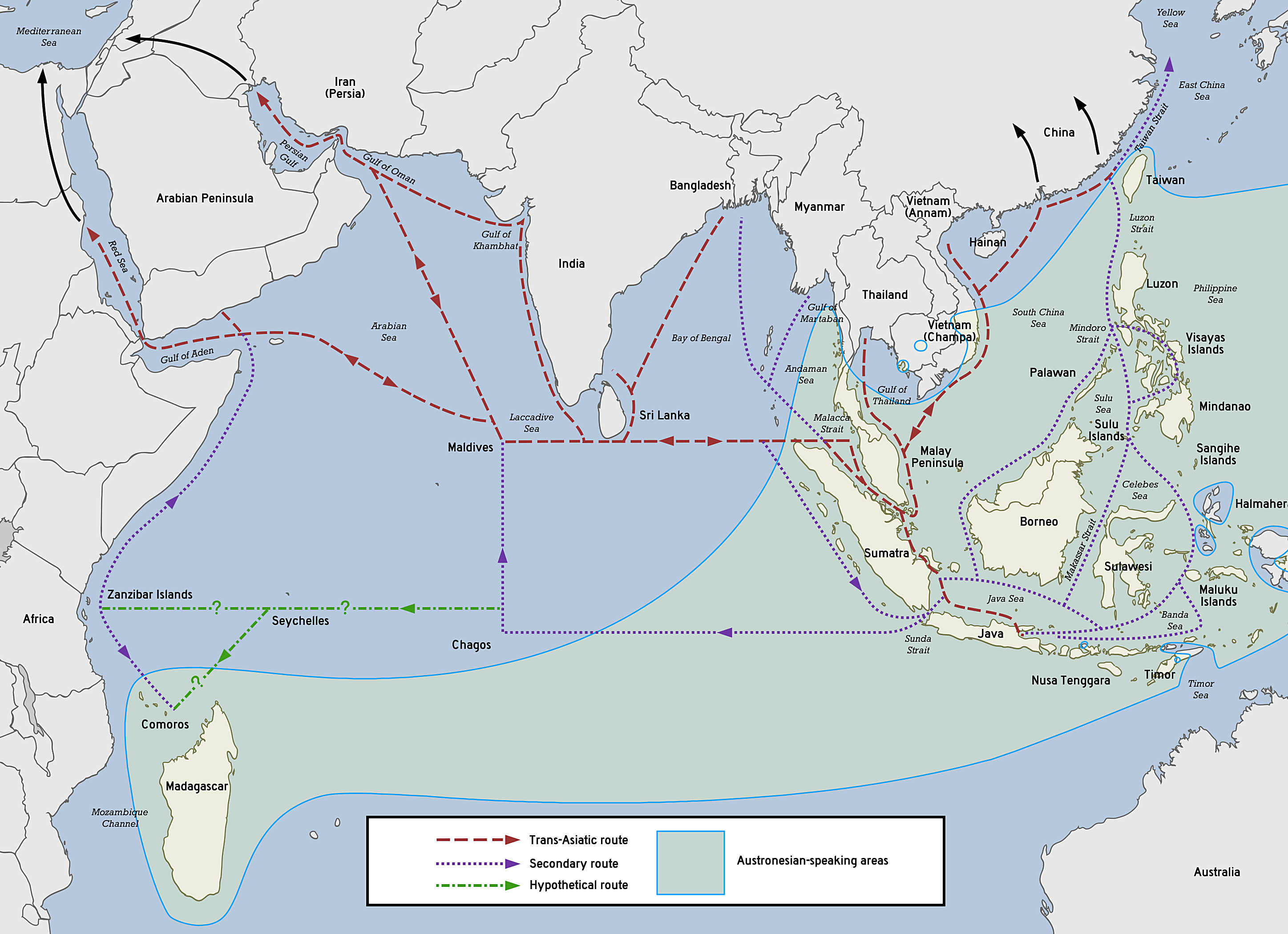
Rută protoistorică și istorică de comerț maritim austronezian în Oceanul Indian

Comerțul roman cu India conform Periplus Maris Erythraei secolul I d.Hr.

Comerțul cu mirodenii a fost asociat cu rutele terestre de la început, dar rutele maritime s-au dovedit a fi factorul care a ajutat la creșterea comerțului. Prima rețea comercială maritimă adevărată din Oceanul Indian a fost făcută de popoarele austroneziene din Insula Asiei de Sud-Est, care au construit primele nave oceanice. Au stabilit rute comerciale cu India de Sud și Sri Lanka încă din 1500 î.Hr., introducând un schimb de cultură materială (cum ar fi catamaranele, bărcile de tip outrigger, bărcile cu scândură cusută și paan) și o mare varietate de specii de plante (cum ar fi nucile de cocos, lemnul de santal, banane și trestie de zahăr); precum și conectarea culturilor materiale din India și China. Indonezienii, în special, realizau comerț cu  mirodenii (în principal scorțișoară și cassia) cu Africa de Est folosind bărci din catamaran și canoe, navigând cu ajutorul vânturilor de vest din Oceanul Indian. Această rețea comercială s-a extins pentru a ajunge până în Africa și Peninsula Arabică, ducând la colonizarea austroneziană a Madagascarului până în prima jumătate a primului mileniu d.Hr. Aceasta a continuat până în vremuri istorice, devenind ulterior Drumul Maritim al Mătăsii.
În primul mileniu î.Hr. arabii, fenicienii și indienii erau, de asemenea, preocupați de comerțul maritim și terestru cu mărfuri de lux precum mirodenii, aur, pietre prețioase, piele de animale rare, abanos și perle. Comerțul maritim a avut loc în Marea Roșie și Oceanul Indian. Traseul maritim în Marea Roșie era de la Bab-el-Mandeb la Berenike și de acolo pe uscat până la Nil și apoi cu bărci la Alexandria. Mărfurile de lux erau comercializate de-a lungul Traseului de Tămâie, inclusiv mirodenii indiene, abanos, mătase și textile fine.
În a doua jumătate a primului mileniu î.Hr., triburile arabe din  Arabia de Sud și de Vest au preluat controlul asupra comerțului cu mirodenii din Arabia de Sud până la Marea Mediterană. Aceste triburi erau M'ain, Qataban, Hadhramaut, Saba și Himyarite. În nord, nabateei au preluat controlul asupra rutei comerciale care traversa Deșertul Negev de la Petra la Gaza. Comerțul a îmbogățit triburile arabe. Regiunea Arabiei de Sud a fost numită Arabia Felix (Arabia jubilată) de către greci și era pe lista cuceririlor lui Alexandru cel Mare al Macedoniei înainte de a muri. Indienii și arabii dețineau controlul asupra comerțului maritim cu India. La sfârșitul secolului al II-lea î.Hr., grecii din Dinastia Ptolemeică din Egipt au învățat de la indieni cum să navigheze direct de la Aden către coasta de vest a Indiei folosind vânturile musonice (Hippalus) și au preluat controlul asupra comerțului maritim.
Mirodeniile sunt menționate în narațiunile (scrierile) biblice și există dovezi literare pentru utilizarea lor în societatea antică greacă și romană. Există o consemnare din limba tamilă a grecilor care achiziționau saci mari de piper negru din India, multe rețete din cartea de bucate romană De re coquinaria din secolul I folosesc acest condiment. Comerțul cu mirodenii se diminuează după căderea Imperiului Roman, dar cererea de ghimbir, piper negru, cuișoare, scorțișoară și nucșoară a reanimat comerțul în secolele ulterioare.

## Comerțul arab și Europa medievală

Traseu comercial peste Marea Roșie care leagă Italia de sud-vestul Indiei

Roma a jucat un rol important în comerțul cu mirodenii în secolul al V-lea, dar acest rol, spre deosebire de cel arab, nu a durat până în Evul Mediu. Ascensiunea Islamului a adus o schimbare semnificativă în comerț, deoarece negustorii evrei Radhani și arabi, în special din Egipt, au preluat în cele din urmă transportul de bunuri prin Levant către Europa.
Comerțul cu mirodenii i-a adus mari bogății califatului Abbasid, ba chiar a inspirat legende celebre precum cea a lui Sinbad Marinarul. Acești marinari și comercianți timpurii porneau adesea din orașul port Basra și, în cele din urmă, după multe călătorii, se întorceau pentru a-și vinde bunurile, inclusiv condimente în Bagdad. Faima multor condimente, cum ar fi nucșoara și scorțișoara, este atribuită acestor negustori timpurii de condimente.
Legătura comercială indiană cu Asia de Sud-Est s-a dovedit vitală pentru negustorii din Arabia și Persia în secolele VII și VIII. Comercianții arabi - în principal descendenți ai marinarilor din Yemen și Oman - au dominat rutele maritime pe tot Oceanul Indian, atingând regiunile sursă din Extremul Orient - făcând legătura cu „insulele mirodeniilor” secrete (Insulele Maluku și Insulele Banda). Insulele Moluce sunt menționate, de asemenea, în mai multe consemnări: o cronică javaneză (1365) menționează Molucca și Maloko; și lucrările de navigație din secolele XIV și XV conțin prima referință arabă neechivocă despre Insulele Moluce. Sulaima al-Mahr scrie: „La est de Timor [unde se găsește lemn de santal] sunt Insulele Bandam, unde se găsește nucșoara. Insulele cuișoarelor se numesc Maluku ..... " 
Produsele din Insulele Moluce au fost apoi expediate către zonele comerciale din India, trecând prin porturi precum Calicut în Kerala și prin Sri Lanka. De acolo erau expediate spre vest prin porturile Arabiei spre Orientul Apropiat, către Ormus în Golful Persic și Djedda în Marea Roșie și uneori expediate în Africa de Est, unde erau folosite în multe scopuri, inclusiv ritualuri de înmormântare. Abbasizii au folosit Alexandria, Damietta, Aden și Siraf ca porturi de intrare în India și China. Comercianții care soseau din India în orașul port Aden au plătit tribut sub formă de mosc, camfor, chihlimbar și lemn de santal lui Ibn Ziyad, sultanul Yemenului. 
Exporturile de condimente indiene sunt menționate în lucrările lui Ibn Khurdadhbeh (850), al-Ghafiqi (1150), Ishak bin Imaran (907) și Al Kalkashandi (secolul al XIV-lea). Călătorul chinez Xuanzang menționează orașul Puri, unde „negustorii pleacă spre țări îndepărtate”.
De acolo, rutele terestre duceau spre coastele mediteraneene. Din secolul al VIII-lea până în secolul al XV-lea, republicile maritime (Republica Veneția, Republica Pisa, Republica Genova, Ducatul Amalfi, Ducatul Gaeta, Republica Ancona și Republica Ragusa) au deținut monopolul asupra comerțului european cu Orientul Mijlociu. Comerțul cu mătase și condimente, care includea mirodenii, tămâie, ierburi, droguri și opiu, a făcut aceste orașe-stat mediteraneene extrem de bogate. Mirodeniile erau printre cele mai scumpe și mai solicitate produse din Evul Mediu, utilizate în medicină. Toate au fost importate din Asia și Africa. Navigatorii venețieni și alți navigatori ai republicilor maritime au distribuit apoi mărfurile prin Europa.
Imperiul Otoman, după căderea Constantinopolului în 1453, a interzis accesul europenilor de la importante rute terestre-maritime.

## Era Descoperirilor Europene: găsirea unei noi rute și a unei Noi Lumi

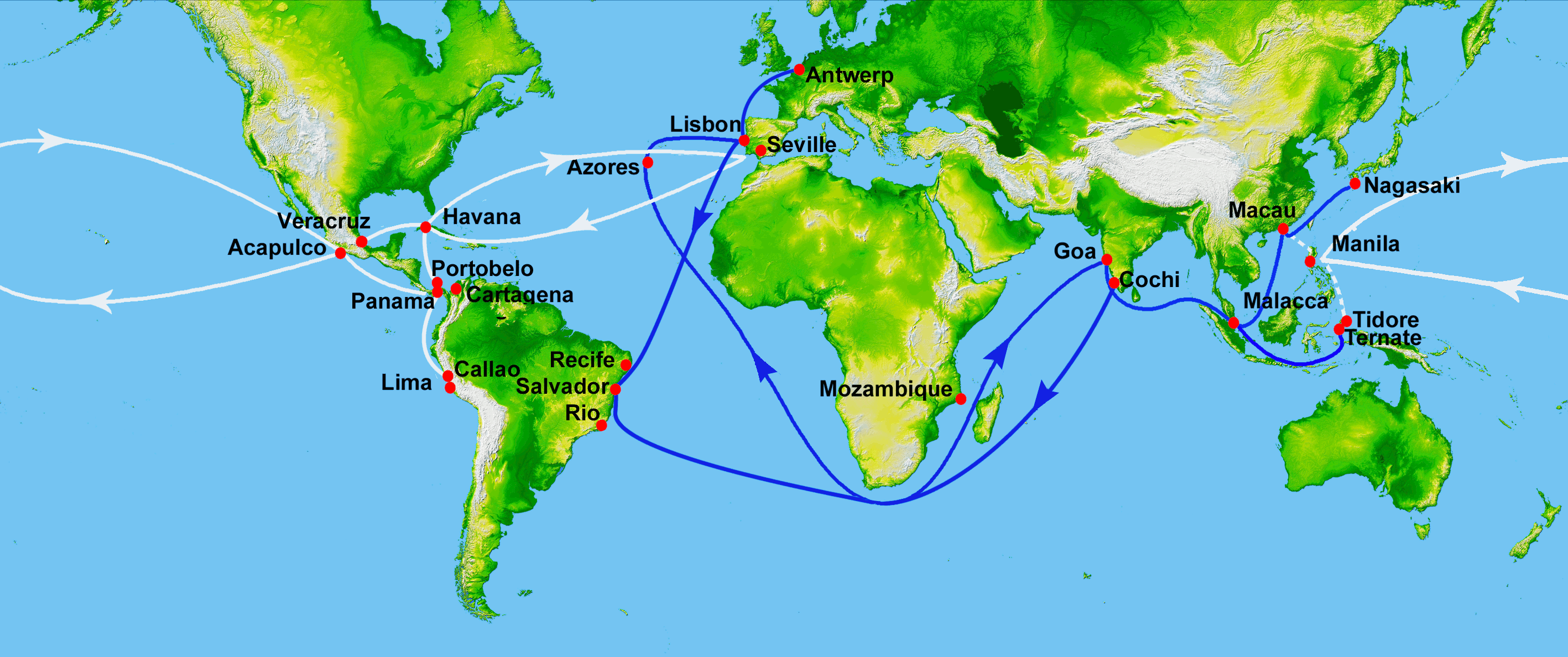
Rutele comerciale ale Flotelor Portugheze din India (albastru) de la călătoria lui Vasco da Gama 1498 și rivalul lor, galioanele Manila-Acapulco și Flota Indiilor de Vest (alb), înființate în 1568.

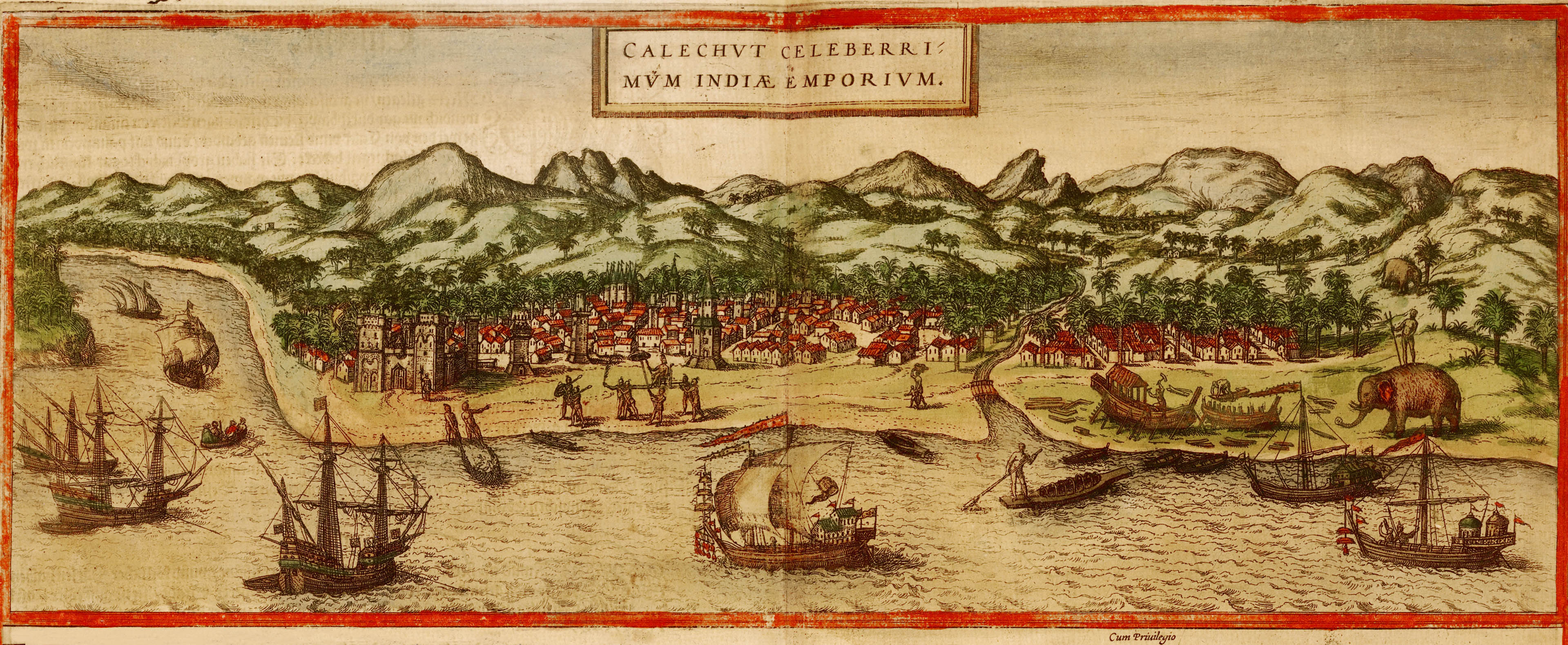
Reprezentare a orașului Calicut din India, preluată din atlasul Civitates orbis terrarum, scris de Georg Braun și Frans Hogenberg în 1572.

Republica Venețiană  devenise o putere de temut și un jucător cheie în comerțul de condimente din est. Alte puteri, în încercarea de a înlătura monopolul venețian asupra comerțului de mirodenii, au început să își crească puterea navală. Până la mijlocul secolului XV comerțul cu estul era realizat prin  Drumul Mătăsii, Imperiul Bizantin și orașele-state italiene Veneția și Genova fiind intermediari.
Totuși, în 1453, Imperiul Otoman a preluat controlul asupra singurei rute comerciale de condimente care exista la acea vreme  după căderea Constantinopolului și se afla în poziția de a impune taxe substanțiale pentru mărfurile care se îndreptau către Occident. Vest-europenii, care nu doreau să depindă de o putere expansionistă necreștină pentru a putea realiza profitabilul comerț cu Orientul, au început să caute o altă rută maritimă în jurul Africii. 
Prima țară care a încercat să navigheze în jurul Africii a fost Portugalia, care, încă de la începutul secolului XV, începuse să exploreze nordul Africii în frunte cu Henric Navigatorul. Încurajați de aceste succese inițiale și sperând să obțină un monopol profitabil asupra unei posibile rute maritime către Indii, portughezii au traversat mai întâi Capul Bunei Speranțe în 1488 într-o expediție aflată sub comanda lui Bartolomeu Dias. La doar nouă ani după aceasta, în 1497, din ordinele lui Manuel I al Portugaliei, patru corăbii aflate sub comanda navigatorului Vasco da Gama au înconjurat Capul Bunei Speranțe, și s-au îndreptat către coasta de est a Africii, spre  Malindi traversând Oceanul Indian până la Calicut, pe coasta Malabar din Kerala în sudul Indiei - capitala conducătorilor locali Zamorin. Bogățiile Indiilor puteau acum fi explorate de către europeni; Imperiul portughez a fost primul imperiu colonial european care s-a dezvoltat în urma comerțului de condimente.

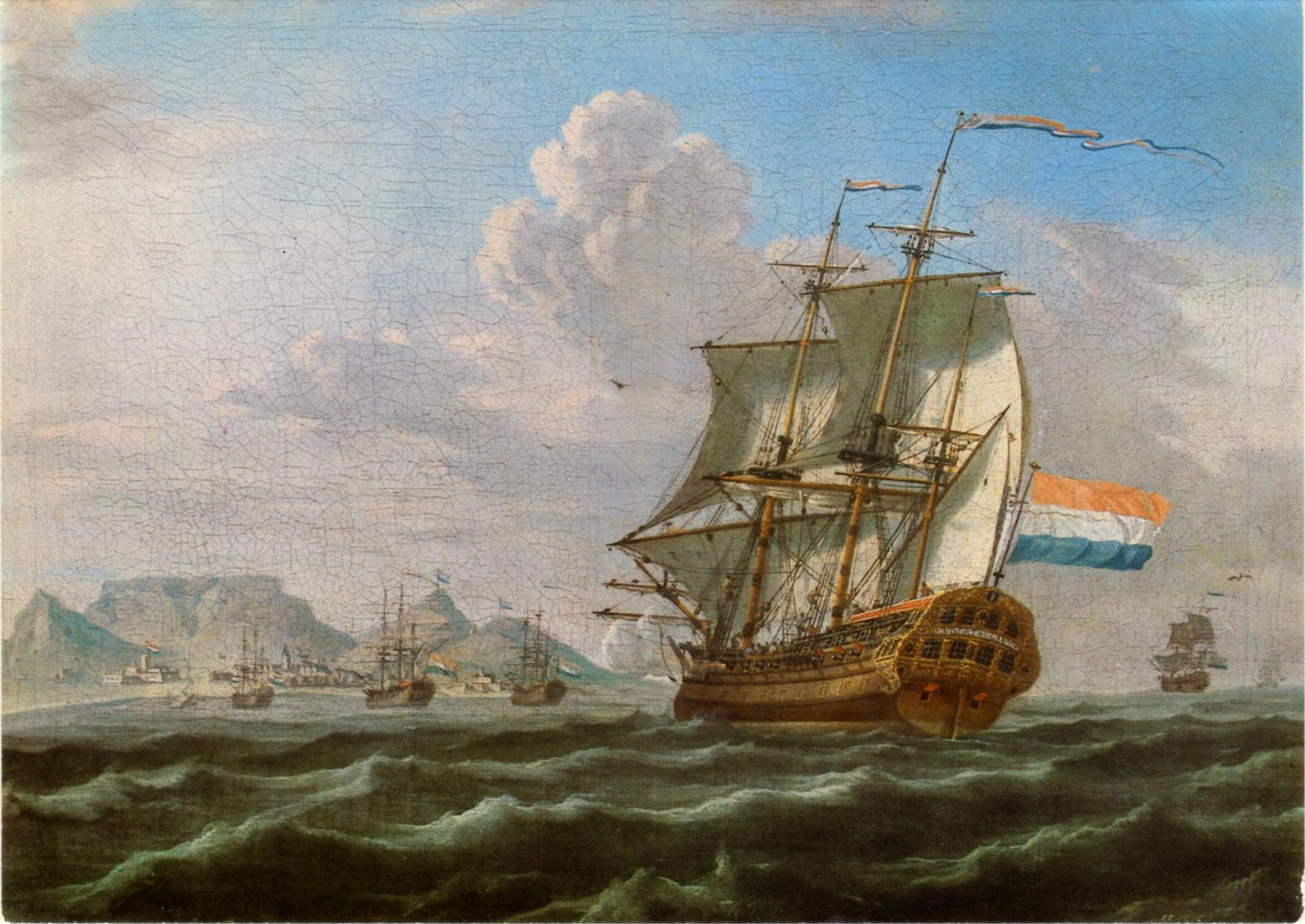
Nave olandeze acostând în Colonia Capului la Capul Bunei Speranțe,1762.

În 1511, Afonso de Albuquerque a cucerit Malacca în numele Portugaliei, centrul comerțului cu Asia la acea vreme. Albuquerque a trimis câteva delegații cu scopuri diplomatice și de explorare la est de Malacca, dar și în Insulele Moluce. Cunoscând locația secretă a insulelor cu mirodenii (Insulelor Moluce), în principal insulele Banda, sursa mondială de nucșoară și cuișoare în acea perioadă, Albuquerque a trimis o expediție condusă de António de Abreu în Banda, fiind primii europeni care au ajuns acolo, la începutul anului 1512. Abreu a ajuns în Buru, Ambon și Seram, apoi în Banda.

Portugalia a revendicat Oceanul Indian ca mare clausum în timpul Epocii Descoperirii.

Între 1507 și 1515 Albuquerque a încercat să blocheze în întregime ruta comercială arabă, dar și alte rute tradiționale care se întindeau de la țărmurile vestice ale Oceanului Pacific până la Marea Mediterană prin cucerirea unor puncte cheie din Golful Persic și de la intrarea în Marea Roșie.
La începutul secolului XVI portughezii aveau control total asupra rutei maritime africane, care se întindea printr-o lungă rețea de rute comerciale ce unea trei oceane, de la Insulele Moluce (Insulele Mirodeniilor) aflate la marginea Oceanului Pacific, prin Malacca, Kerala și Sri Lanka, la Lisabona în Portugalia (Europa).
Coroana Castiliei organizase expediția lui Cristofor Columb cu scopul de a concura cu Portugalia în găsirea unei rute comerciale cu Asia, dar când Columb a ajuns în Hispaniola (astăzi Haiti) în loc de Indii, căutarea unei rute către Asia a fost amânată pentru câțiva ani. După ce Vasco Núñez de Balboa a traversat istmul Panama în 1513, coroana spaniolă a pregătit o expediție către vest condusă de Ferdinand Magellan, cu scopul de a ajunge din Spania în Asia prin Oceanele Atlantic și Pacific. Pe 21 octombrie 1520 expediția lui a trecut strâmtoarea Magellan aflată la extremitatea sudică a Americii de Sud, deschizând astfel calea explorărilor europene către Oceanul Pacific. La data de 16 martie 1521 corăbiile au ajuns în Filipine și, nu după mult timp, au ajuns și în Insulele Mirodeniilor, ceea ce a dus în cele din urmă la formarea primei rute comerciale de mirodenii către vest care lega Spania de Manila (Asia).  După moartea lui Magellan în Filipine, navigatorul Juan Sebastián Elcano a preluat conducerea asupra expediției, pe care a trecut-o prin Oceanul Indian înapoi în Spania, unde au ajuns în 1522 la bordul ultimei corăbii rămase: Victoria. În următoarele două secole și jumătate, Spania s-a aflat în posesia unei rețele complexe de rute comerciale care lega trei continente: Asia, America și Europa. O rută comercială internațională de condimente fusese creată: din Manila în Filipine (Asia) la Sevilla în Spania (Europa), prin Acapulco în Mexic (America de Nord).

## Răspândirea culturală

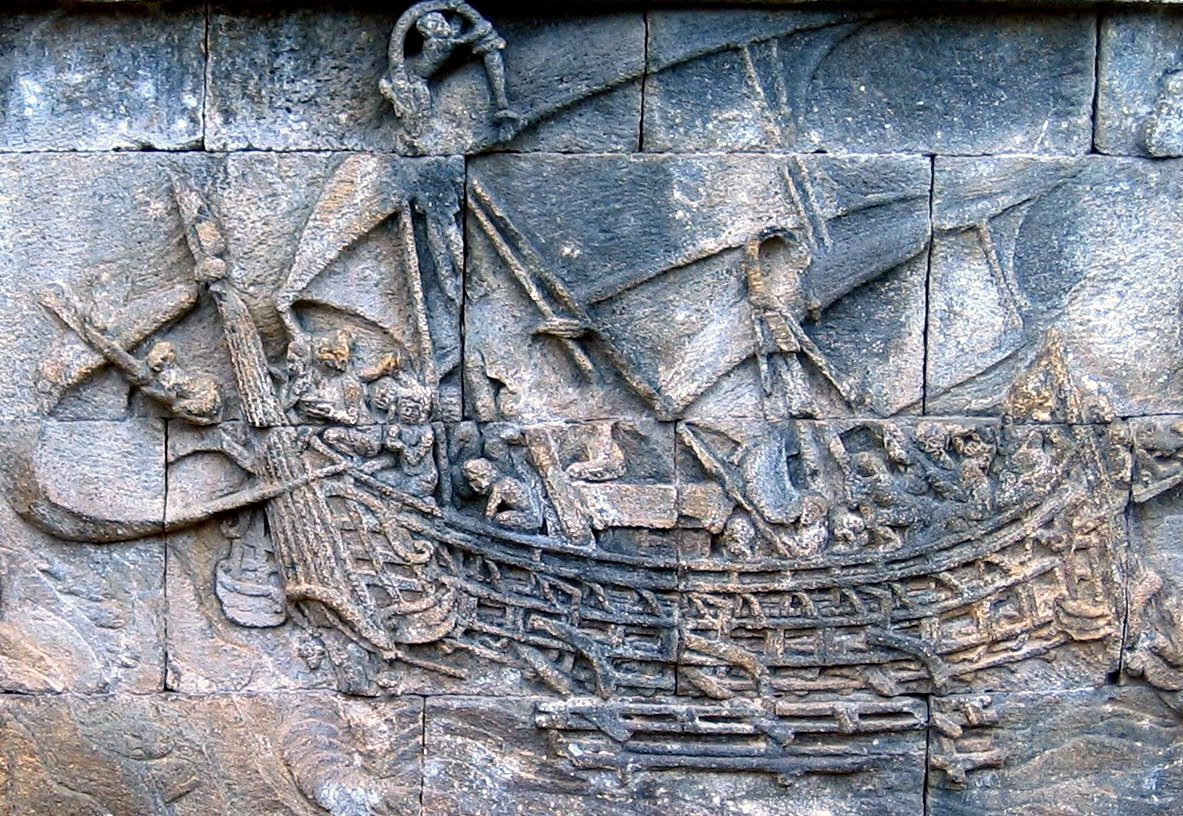
Una dintre navele Borobudur din secolul al VIII-lea, erau reprezentări ale unor vase comerciale mari de pescuit autohtone, posibil ale talasocrațiilor Sailendra și Srivijaya. Prezentată cu vela tanja caracteristică a austronezienilor din sud-estul Asiei.

Unul dintre cele mai importante schimburi tehnologice aduse de rețeaua comerțului cu mirodenii a fost introducerea timpurie a tehnologiilor maritime în India, Orientul Mijlociu, Asia de Est și China de către popoarele austroneziene. Aceste tehnologii includeau carene cusute cu scânduri, catamaranele, ambarcațiunile de tip outrigger și posibil pânza lateen. Acest lucru este înca evident în limbile din Sri Lanka și Sudul Indiei. De exemplu, termenul paṭavu din limba tamilă, termenul paḍava din limba telugu și termenul paḍahu din limba kannada toate înseamnă "navă", fiind derivate din limbile occidentale malajo-polineziene *padaw, " barcă cu pânze", cu termeni austronezieni înrudiți precum termenul din limba javaneză perahu, padau din dialectul kadazan, padaw din limba maranao, paráw din limba cebuană, folau din limba samoană, halau din  limba hawaiiană și wharau din limba maori .
Austronezienii au introdus, de asemenea, un număr mare de cultigeni austronesieni în sudul Indiei, Sri Lanka și Africa de Est, care au ocupat un loc important în comerțul cu condimente. Acestea includ banane, nuci de cocos domestice din Pacific , igname Dioscorea, orez pentru zone umede, lemn de santal, taro uriaș, rădăcină polineziană, ghimbir, lengkuas, piper cu coadă, betel, nucă de areca și trestie de zahăr .
Instituțiile religioase hinduse și budiste din Asia de Sud-Est au ajuns să fie asociate cu activitatea economică și comerțul, deoarece patronii au încredințat fonduri mari care vor fi folosite ulterior în beneficiul economiei locale prin gestionarea proprietății, promovarea meșteșugărească a activităților comerciale. Budismul, în special, a călătorit alături de comerțul maritim, promovând moneda, arta și alfabetizarea. Islamul s-a răspândit în tot estul, ajungând în sud-estul Asiei maritime în secolul al X-lea; Negustorii musulmani au jucat un rol crucial în comerț. Misionarii creștini, precum Sfântul Francisc Xavier, au contribuit la răspândirea creștinismului în Orient. Creștinismul a concurat cu Islamul pentru a deveni religia dominantă a Molucelor. Cu toate acestea, populația băștinașă din Insulele de Mirodenii a adoptat cu ușurință aspecte ale ambelor religii.
Așezările coloniale portugheze au văzut comercianți precum Gujarati banias, chetti sud-indieni, creștini sirieni, chinezi din provincia Fujian și arabi din Aden implicați în comerțul cu condimente. Epopeile, limbile și obiceiurile culturale au fost împrumutate de Asia de Sud-Est din India și mai târziu din China. Cunoașterea limbii portugheze a devenit esențială pentru comercianții implicați în comerț. Comerțul colonial cu ardei a schimbat drastic experiența modernității în Europa și în Kerala și a adus, împreună cu colonialismul, capitalismul timpuriu pe coasta Malabar din India, schimbând culturile de muncă și de castă.
Comercianții indieni implicați în comerțul cu condimente au dus bucătăria indiană în Asia de Sud-Est, mai ales în prezent Malaezia și Indonezia, unde amestecurile de condimente și piperul negru au devenit populare. În schimb, bucătăria și culturile din Asia de Sud-Est au fost introduse și în India și Sri Lanka, unde prăjiturile cu orez și preparatele pe bază de lapte de cocos sunt încă dominante    .
Europenii s-au căsătorit cu indienii și au popularizat abilități culinare valoroase, cum ar fi coacerea, în India. Mâncarea indiană, adaptată la gusturile europenilor, era deja vizibilă în Anglia în 1811, de vreme ce unele întreprinderi selecte au început să-i servească atât pe curioși, dar și pe cei ce se întorceau din India. Opiul a făcut parte din comerțul cu condimente și unele persoane implicate în comerțul cu condimente erau dependente de opiu .